# Smith & Wesson Model 586
Smith & Wesson Model 586 це шести- або семи-зарядний револьвер подвійної дії під набій .357 Magnum. Модель 586 відрізняється від Моделі 581 відрізняється лише наявністю регульованого прицілу.
Це по суті така ж зброя як і револьвер Model 686, але 586 був зроблений з вуглицевої сталі і мав воронувановану або нікельовану обробку, у той час як револьвер 686 був зроблений з неіржавної сталі.

## Опис
Модель 586 могла стріляти набоями .357 Magnum, крім того з револьверу можна було стріляти набоями .38 Special, а також набоями .38 Special +P. Револьвери 586 мали стволи довжиною 2½ in, 3 in, 4 in, 6 in та 8⅜ in (64, 76, 102, 153 та 214 мм), також існували спеціальні моделі зі стволами іншої довжини, які можна було замовити в магазині S&W Performance Center, або у зброярів після придбання. Ствол має крок нарізки 1/18.75 під кулю 158 г.
Модель 586 була створена на середній рамці S&W L, з руків'ям від рамки K через більший розмір барабана. Протягом 1980-х, Smith & Wesson розробили лінійку револьверів на рамці L під набій .357 Magnums: Модель 581, Модель 586, Модель 681 та Модель 686. Модель 581 мала фіксований приціл, у той час як модель 586 мала цільовий регульований приціл. Ця зброя мала попит як серед правоохоронців так і спортсменів. Модель 586 було представлено в 1980 році, а випуск моделі 581 було припинено в 1988 році.
Хоча зброя на рамці K була популярною серед поліцейських департаментів, було визнано, що вона занадто легка для набоїв калібру .357, а тому потрібна зброя важча (та більш надійна) на рамці того ж розміру. (Це дозволило б уникнути скарг, які були на важчі револьвери Модель 29 та Модель 58 на рамці N.) Результатом стала рамка L, створена при співпраці з офіційним істориком S&W Роєм Джинксом, яка швидко стала популярною серед поліцейських та мисливців.
Револьвер випускали в вороненій або нікельованійl обробці. Наприкінці 1990-х, Smith & Wesson припинили виробництво всіх моделей, окрім деяких воронених револьверів.
13 березня 2000 Сміт та Вессон внесли внутрішні зміни у всю лінійку револьверів, в тому числі в 586-й. Однією зі змін став внутрішній замок ударника. Для блокування ударника, вставляли спеціальний ключ з лівого боку над кнопкою відкидання барабана. Ударник вимикався обертом ключа проти годинникової стрілки. З'являлася металева пластина з написом 'Locked'. Обертання ключа за годинниковою стрілкою відмикало ударник, а пластина ховалася в рамку. Іншою зміною стало перенесення бойка з ударника на раму і встановлення перемички. Інші виробники використовували системи з перемичками у своїх револьверах. Багато прихильників Smith & Wesson відчували себе зрадженими тому, що вважали заміну невиправданою.
Випуск 586 моделі було припинено в 1991. Після 13-річного перерви, Smith & Wesson знову ввела модель 586 з вищезазначеними модифікаціями безпеки. Зараз револьвери випускають зі стволами довжиною 4-in. та 6-in., як частина Класичної лінійки револьверів. Револьвер 586-8 мав перероблений та покращений хомут.

## Варіанти Моделі 586
| Модель | Рік  | Модифікації                                                                                          |
| ------ | ---- | --- |
| 586    | 1980 | Поява з серійним номером AAA 0001                                                                    |
| 586-1  | 1986 | Радіусна шпилька, змінне руків'я                                                                     |
| 586-2  | 1987 | Заміна носка ударника та пов'язаних частин                                                           |
| 586-M  | 1987 | Добровільне відкликання - заміна носа ударника та втулки бойка                                       |
| 586-3  | 1988 | Нова вилка барабана                                                                                  |
| 586-3  | 1992 | Прибрано ствол довжиною 8 3/8", чотирипозиційний передній вузол та прибрано нікельовану обробку      |
| 586-4  | 1994 | Свердлена рамка, синтетичне руків'я, замінено мушку та екстрактор                                    |
| 586-4  | 1995 | Прибрано квадратний торець                                                                           |
| 586-4  | 1997 | Литий спусковий гачок                                                                                |
| 586-5  | 1993 | Спеціальна версія під набій .38 SPL                                                                  |
| 586-5  | 1996 | Поставки у синіх пластикових коробках                                                                |
| 586-5  | 1997 | Прибрано ствол 8 3/8", заміна спускового гачка на литий, поставка з замками спускових гачків         |
| 586-6  | 1997 | Нова рамка з прибраним стопорним штифтом, литі ударник та спусковий гачок, заміна внутрішнього замка |
| 586-6  | 1999 | Листопад, 586-й знято з виробництва                                                                  |
| 586-6  | 2000 | Спеціальний випуск 586-L Comp                                                                        |
| 586-7  | 2004 | 7-зарядний варіант з внутрішнім замком                                                               |
| 586-8  | 2012 | Випуск в складі Класичної серії, шість набоїв, внутрішній замок, 4" та 6"                            |

## Відновлення виробництва
В 1987, через сім років після появи Моделі 586, з'являлися повідомлення про використання барабанів зі стандартними набоями .357 Magnum для револьверів на рамці L, які було випущено до серпня 1987.  S&W випустили попередження про продукт і дозволили безкоштовне оновлення для внесення змін у всі револьвери 586, 586-1, 686, 686-1 та 686CS-1.